# جوری تامبورینی
جوری تامبورینی (انگلیسی: Juri Tamburini؛ زادهٔ ۷ ژوئیهٔ ۱۹۷۷) بازیکن فوتبال اهل ایتالیا است.
از باشگاه‌هایی که در آن بازی کرده‌است می‌توان به باشگاه فوتبال آسکولی، باشگاه فوتبال مودنا، باشگاه فوتبال سالرنیتانا، باشگاه فوتبال چزنا، باشگاه فوتبال ویچنزا، و باشگاه فوتبال یو. اس. پرگولیتزه اشاره کرد.